# 28167 Andrewkim
28167 Andrewkim è un asteroide della fascia principale. Scoperto nel 1998, presenta un'orbita caratterizzata da un semiasse maggiore pari a 2,2993058 UA e da un'eccentricità di 0,0810486, inclinata di 4,38017° rispetto all'eclittica.